# Agriculture de précision
L'agriculture de précision est un principe de gestion des parcelles agricoles qui vise l'optimisation des rendements et des investissements, en cherchant à mieux tenir compte des variabilités des milieux et des conditions entre parcelles différentes ainsi qu'à des échelles intra-parcellaires.

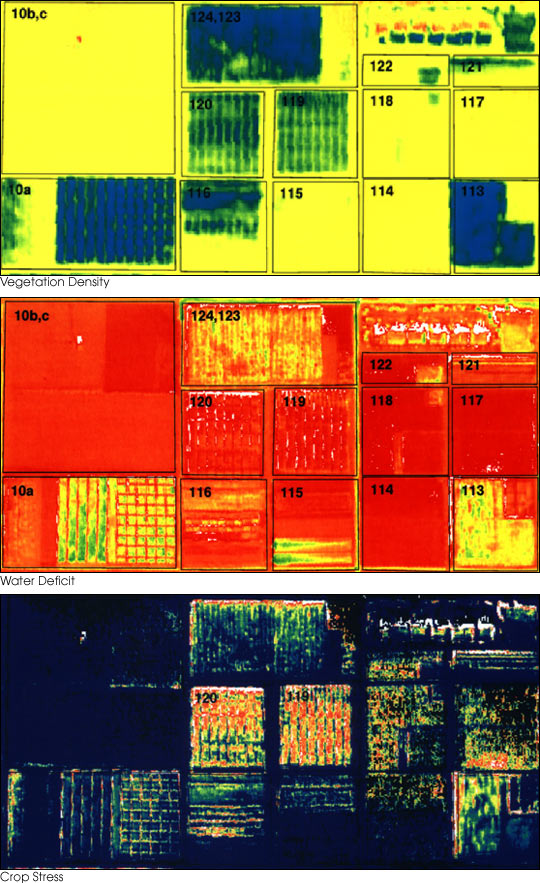
Image satellitale fausses-couleurs illustrant la variabilité parcellaire et intraparcellaire. Cette variabilité est ici mise en évidence en croisant l'infrarouge et la réflectance de la végétation dans plusieurs autres gammes de longueurs d'onde (source : NASA Earth Observatory).

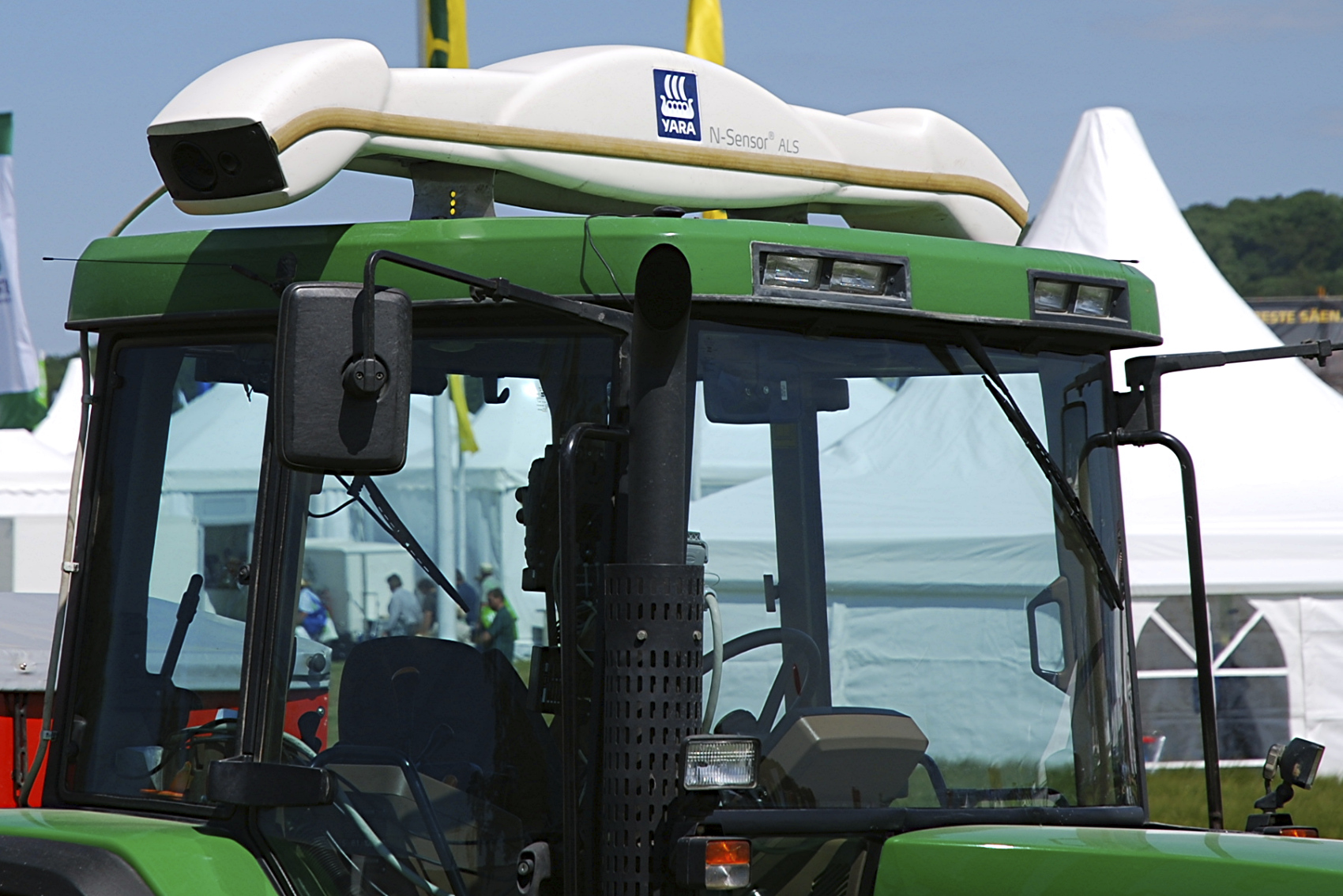
Capteurs (N-Sensor ALS) produits par le vendeur de fertilisants azotés Yara. Il est monté sur la cabine d'un tracteur et enregistre la réflectance de la végétation afin de calculer une fertilisation supposée être plus proche des besoins de la plante. Le débit de fertilisant azoté est alors régulé par le calculateur embarqué.

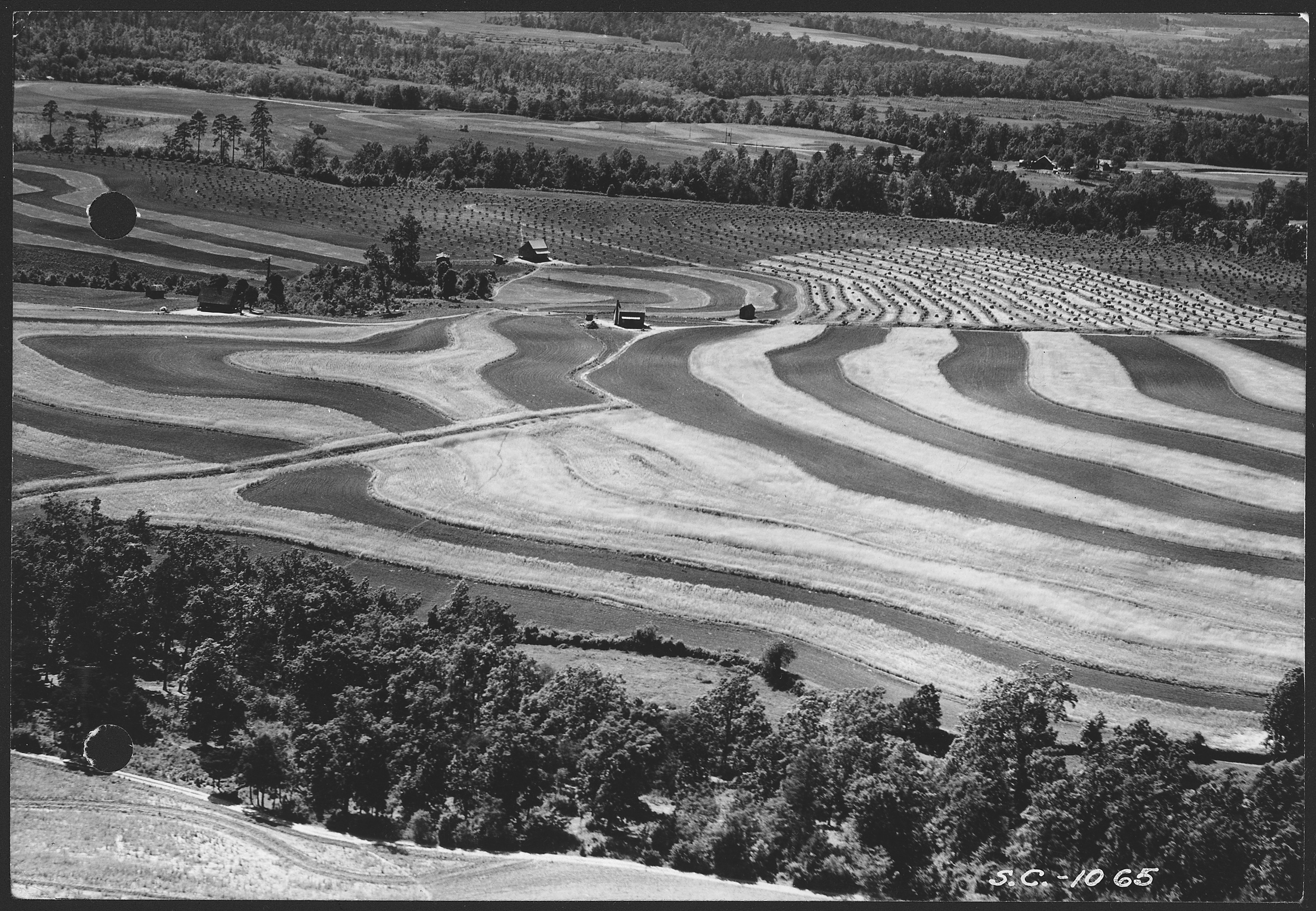
L’adaptation de la forme des champs au relief (« contour farming » pour les anglophones), et l’absence de labour dans le sens de la pente, est une manière de limiter l’érosion et la perte d’intrants par le lessivage vers le bas du bassin versant. Il est encouragé depuis plus de 50 ans aux États-Unis, à la suite des constats de dégradation des sols faits dans les années 1930.

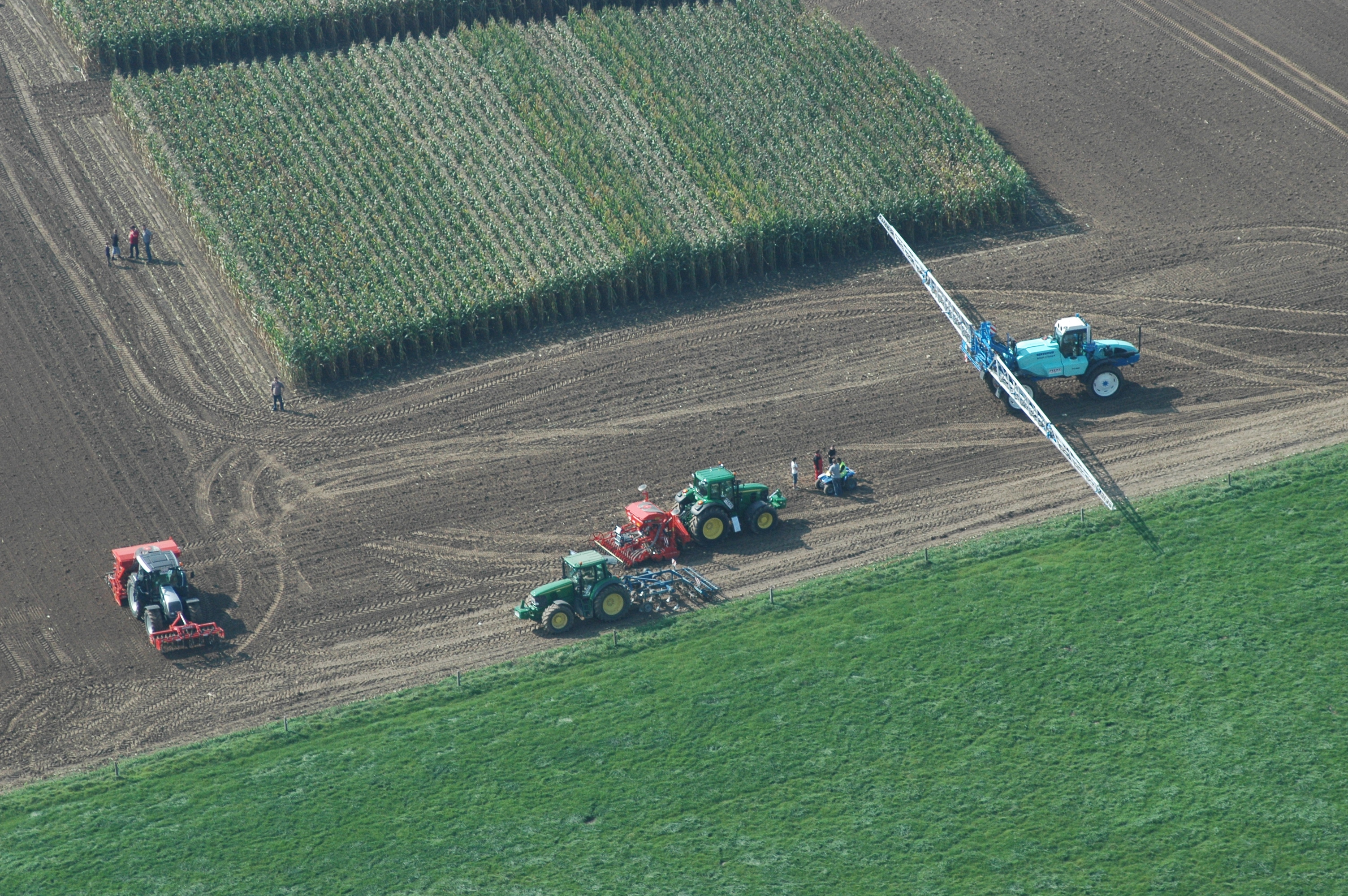
Le croisement entre mécanisation agricole et les NTIC permet une agriculture de précision, mais tend à artificialiser les paysages ruraux (formes orthogonales de parcelles pour optimiser les labours, les coupes, au détriment des petites parcelles et des sinuosités naturelles.

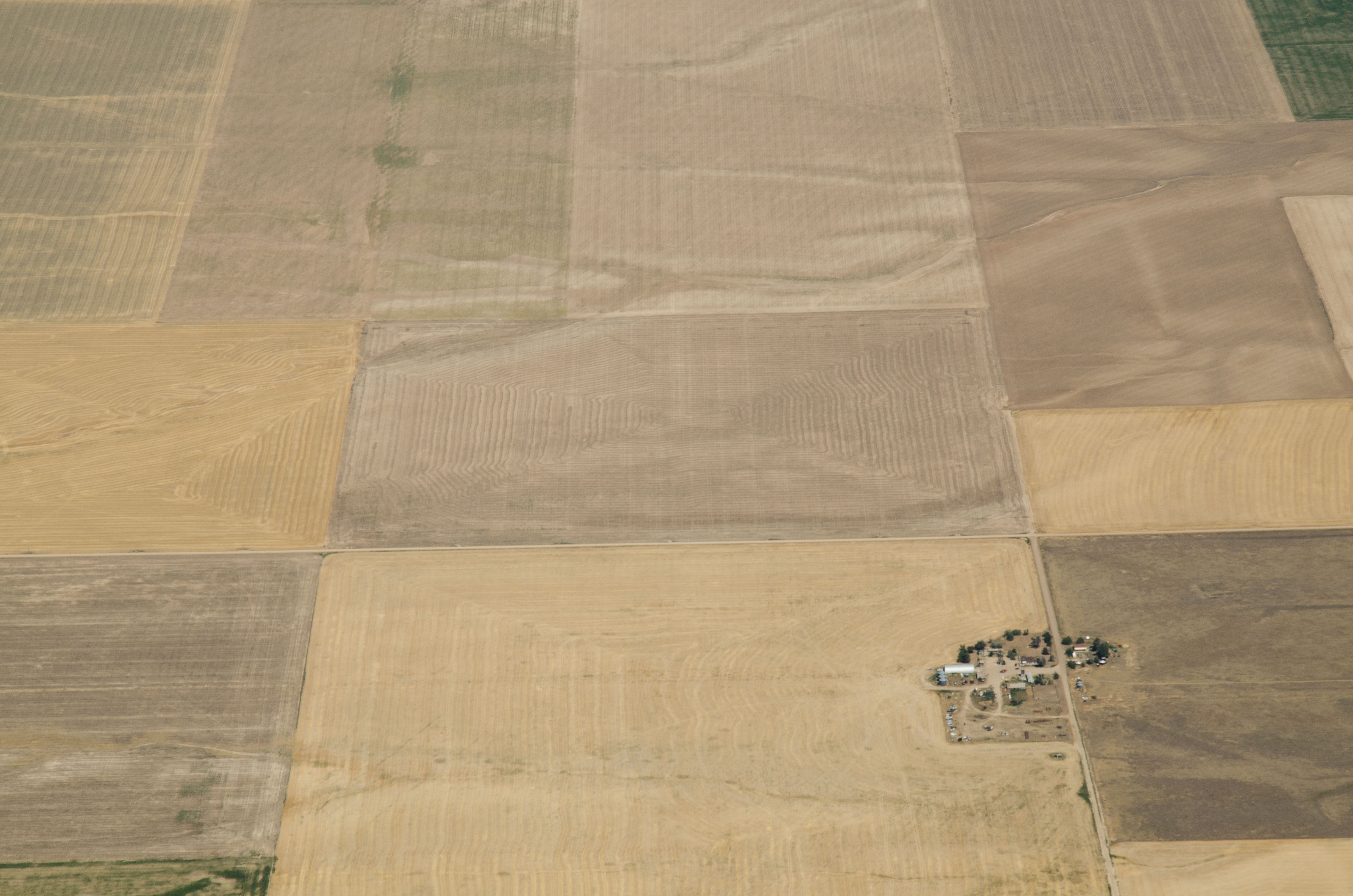
Les nuances de couleur de la photo aérienne apportent des indices de variation de productivité naturelle (variations d’humidité, de teneur en eau, de pente), ici marquées durant une période de sécheresse, près de Strasburg dans le Colorado, en juillet 2012.)

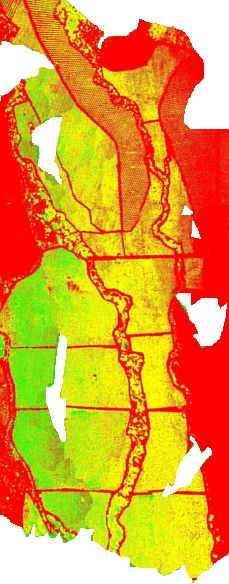
Image fausse couleur reconstituée (mosaïque) à partir de 299 images acquises en un seul vol par les capteurs d'un drone téléguidé Stardust II.

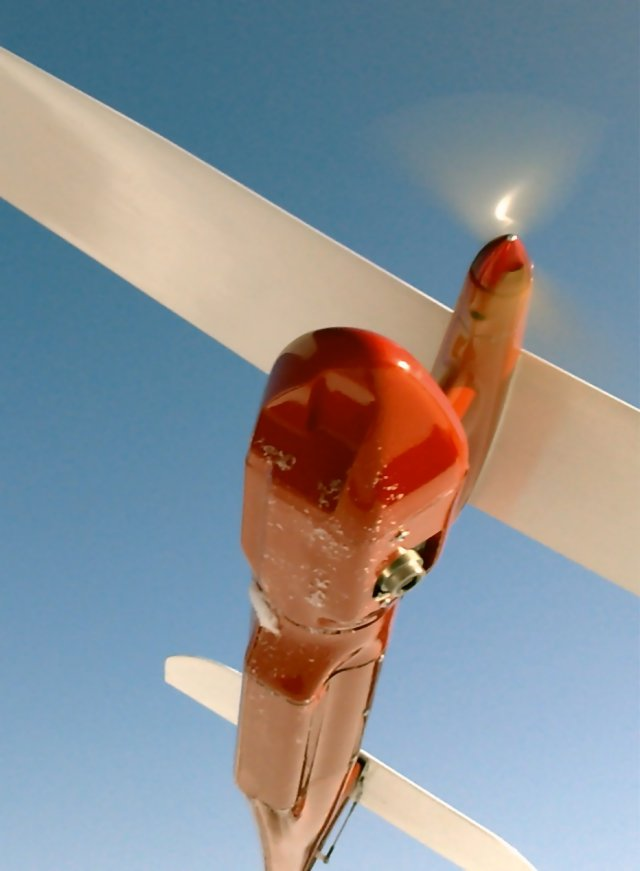
exemple de drone civil destiné à la photo aérienne (Pteryx UAV).

Ce concept est apparu à la fin du XXe siècle, dans le contexte de course au progrès des rendements agricoles. Il a notamment influencé le travail du sol, les semis, la fertilisation, l'irrigation, la pulvérisation de pesticides, etc.
Il requiert l’utilisation de nouvelles techniques, telles que l’imagerie satellitaire et l'informatique. Il s'appuie sur des moyens de localisation dans la parcelle dont le système de positionnement par satellites de type GPS,.
L'espoir des promoteurs de ces techniques est d'aboutir à un système d'aide à la décision efficace à grande échelle comme aux échelles locales, qui permettrait d'optimiser les rendements des investissements tout en préservant les ressources naturelles, financières et énergétiques. À ce jour, certains progrès ont été faits, pour la gestion des besoins en eau notamment, mais des concepts apparemment simples comme la définition de zones de gestion différenciée vraiment adaptées aux besoins de la plante sont encore hors d'atteinte même pour un seul type de culture sur un seul champ qui évolue dans le temps (voir, par exemple, McBratney et al. (2005), et Whelan et al. (2003). Whelan et McBratney (2003) décrivent les approches actuellement retenues pour définir ces zones de gestion sur des bases agroscientifiques, notamment basées sur les cartes de rendement, les procédures de classification supervisée et non supervisée, sur les imageurs satellites ou vues aériennes, via l'identification des données traduisant des tendances ou des phénomènes stables au fil des saisons ou des années, etc. Parmi ces approches l'approche phytogéomorphologique qui lie la stabilité pluriannuelle et certaines caractéristiques de croissance des cultures à des attributs topologiques des parcelles connait un certain succès,. Son intérêt vient du fait que la géomorphologie dicte en grande partie l'hydrologie du champ. De nombreuses données pluriannuelles désormais disponibles montrent qu'une certaine stabilité de ces effets existe (Kaspar et al., (2003)), cependant, le passage à une aide à la décision pouvant universellement aider les agriculteurs, voire permettre une robotisation de tout ou partie des tâches de gestion est encore du domaine de la prospective voire de la science-fiction.

## Enjeux de l'agriculture de précision
L'agriculture de précision a pour objectif général de récolter le plus possible de matière et de produits, tout en consommant le moins possible d'énergie et d'intrants (engrais, phytosanitaires, eau). Il s'agit d'optimiser la gestion d'une parcelle d'un triple point de vue :
- agronomique : mécanisation agricole conjointe à un ajustement des pratiques culturales en se rapprochant mieux des besoins de la plante (exemple : satisfaction des besoins azotés) ; la précision agronomique vise à améliorer l'efficacité intrants/rendements, y compris par le choix de souches et variétés plus adaptées au contexte édaphique ou phytosanitaire. Contrairement au principe d'homogénéité et d’homogénéisation des parcelles prôné aux débuts de la révolution verte, l’agriculture de précision cherche à s’adapter à la variabilité des conditions naturelles du milieu aux échelles intra-parcellaires[9], ce qui est devenu encore plus nécessaire dans les pays industriels et dans les régions de grandes cultures en raison d'une tendance marquée et constante à l’augmentation de la taille de chaque parcelle.
- environnemental : réduction de l'empreinte écologique de l'activité agricole (par exemple en limitant le lessivage d'azote excédentaire). Il s'agit aussi de diminuer certains risques pour la santé humaine et l'environnement (en particulier en diminuant la diffusion dans l’environnement des nitrates, phosphates et pesticides, en cherchant à appliquer la juste dose, quand il faut et où il faut) ; ce souci de l'environnement apparaît surtout à partir des années 1999 marquées par le Sommet de la Terre de Rio et les premiers constats d'impacts environnementaux et sanitaires négatifs de la révolution verte initialement basée sur la mécanisation et un usage peu mesuré des engrais et pesticides, ou du drainage et de l'irrigation.
- économique : augmentation de la compétitivité par une meilleure efficacité des pratiques. Il a été estimé aux États-Unis dans les années 1990 que gaspiller moins d’intrants permettait à un agriculteur d'économiser environ 500 F par hectare grâce à la modulation de la fumure N, P et K[2] (ce calcul qui ne vaut pas pour l’Europe où l’agriculture était un peu moins industrielle).

De plus, agriculture de précision met à la disposition de l'agriculteur de nombreuses informations qui peuvent :
- constituer une véritable mémoire de l'exploitation ;
- aider la prise de décision[2] ;
- aller dans le sens des besoins de traçabilité ;
- améliorer la qualité intrinsèque des produits agricoles (exemple : taux de protéines pour les blés panifiables) ;
- améliorer les intrants des différentes parcelles.

## Histoire
On estime généralement que l'agriculture de précision, telle qu'on la définit aujourd'hui est née aux États-Unis dans les années 1980. En 1985, des chercheurs de l'Université du Minnesota, font varier les apports d'amendements calciques sur des parcelles agricoles. On cherche ensuite à moduler les apports de certains intrants (azote, phosphore, potassium) dans certaines grandes cultures très consommatrices d’énergie et d’intrants (maïs, betteraves sucrières par exemple).
C'est à cette époque qu'apparaît la pratique du « grid-sampling » (un échantillonnage sur un maillage fixe d'un point par hectare).
Vers la fin des années 1980, grâce aux prélèvements ainsi échantillonnés, les premières « cartes de rendement de production » puis « cartes de préconisation » pour les apports modulés en éléments fertilisés et pour les corrections de pH font leur apparition. Ces pratiques sont ensuite diffusées au Canada et en Australie, puis avec plus ou moins de succès selon les pays en Europe, d'abord au Royaume-Uni et en Allemagne et peu après en France, puis en Asie dans le cadre des suites de la révolution verte.

### En France
L'agriculture de précision y est apparue en 1997-1998, avec l'intégration d'analyses physico-chimiques du sol faites par des laboratoires spécialisés (années 1983-1984), permettant de construire des « cartes de rendements » puis des « cartes de préconisations », afin de doser et localiser les intrants (eau, engrais, pesticides) selon les conditions édaphiques grâce aux techniques d'épandage modulaire.
Mais actuellement[Quand ?], moins de 10 % des agriculteurs français sont équipés d'outils de modulation, le GPS étant le plus répandu. Mais cela ne les empêche pas pour autant d'utiliser des cartes de recommandations à la parcelle, tenant compte de son hétérogénéité.
Une seconde phase a intégré l'imagerie satellitale, et les capteurs de rendement, en les couplant au DGPS ou « Differential Global Positioning System » (notamment sur les moissonneuses batteuses), pour atteindre aujourd'hui plusieurs millions d'hectares couverts par ces systèmes.
En 1996, il y avait environ 9 000 capteurs de ce type en France, dont environ 4 500 connectés à un DGPS. Ainsi, dans les années 1990 un service d’alerte (par fax, puis par téléphone et internet) aux agriculteurs les prévenant d’un risque important de pullulation d’une ou plusieurs espèces indésirables pour l’agriculture (pucerons, mouche de la carotte, etc.) s’est développé, sous l’égide des SRPV en France, de manière à ne traiter qu’en cas de risque avéré ou de forte probabilité d’infestation.
En France, dans les années 1980-2000 le Cemagref et l'INRA, de même que les lycées agricoles, les CFPPA, et des organismes professionnels tels que l’ITCF (institut technique des céréales et des fourrages), etc. ont joué un rôle important dans la diffusion et l'expérimentation de ce concept. Parallèlement se développent des stratégies d'agriculture plus raisonnée.
Mais selon un rapport du Conseil général de l'alimentation, de l'agriculture et des espaces ruraux, il reste peu développé dans le pays, probablement, car les outils fiables et matures et d'études technico-économiques sont récentes ou peu disponibles, car la formation et l'accompagnement technique manquent et en raison d'une complexité plus élevée du métier en investissement et en temps de travail. Les auteurs recommandent de soutenir l'investissement des agriculteurs, et la recherche, de multiplier les sites expérimentaux et de réseaux locaux de fermes de référence pour un meilleur partage de références technico-économique entre agriculteurs, d'industrialiser les outils robotiques autonomes, sans oublier les filières orphelines « semences, horticulture, cultures légumières, plantes à parfum, aromatiques, médicinales et condimentaires ».

## Étapes et outils
On peut distinguer quatre étapes dans la mise en place de techniques d'agriculture de précision prenant en compte l'hétérogénéité spatiale :

### Géolocalisation des informations
La géolocalisation de la parcelle permet de superposer sur celle-ci les informations disponibles : analyse de sol, analyse des reliquats azotés, cultures précédentes, résistivité des sols. La géolocalisation s’effectue de deux manières :
- détourage physique à l’aide d’un GPS embarqué, ce qui nécessite le déplacement de l’opérateur sur la parcelle ;
- détourage cartographique sur la base de fond d’image aérienne ou satellite. Pour garantir la précision de géolocalisation, ces fonds d’images doivent être adaptés en termes de résolution et de qualité géométrique.

### Caractérisation de cette hétérogénéité
Les origines de la variabilité sont diverses : climat (grêle, sécheresse, pluie…), sol (texture, profondeur, teneur en azote), pratiques culturales (semis sans labour), mauvaises herbes, maladies.
Des indicateurs permanents (essentiellement liés au sol) renseignent l'agriculteur sur les principales constantes du milieu. 
Des indicateurs ponctuels le renseignent sur l'état actuel de la culture (développement de maladies, stress hydrique, stress azoté, verse, dégâts de gel, etc.). 
Les informations peuvent provenir de stations météorologiques, de capteurs (résistivité électrique du sol, détection à l'œil nu, réflectométrie, imagerie satellite…).
La mesure de la résistivité, complétée par des analyses pédologiques, aboutit à des cartes agro-pédologiques précises qui permettent une prise en compte du milieu.
Des systèmes de gestion des informations permettent de produire des analyses synthétiques du contexte et des besoins agronomiques, puis des systèmes d'aide à la décision.

### Prise de décision; deux stratégies possibles face à l'hétérogénéité agronomique
À partir des cartes agro-pédologiques, la décision sur la modulation des intrants dans la parcelle s’effectue selon deux stratégies :
- l’approche prévisionnelle : basée sur une analyse d’indicateur statique pendant la campagne (le sol, la résistivité, l'historique de la parcelle…) ;
- l’approche de pilotage : l’approche prévisionnelle est mise à jour grâce à des mesures régulières pendant la campagne. Ces mesures sont effectuées :
  - par échantillonnage physique : pesée de la biomasse, teneur en chlorophylle des feuilles, poids des fruits, etc.,
  - par proxy-détection : capteurs embarqués sur les machines pour mesurer l’état du feuillage mais nécessitant l’arpentage total de la parcelle,
  - par télédétection aérienne ou satellite : des images multispectrales sont acquises et traitées de manière à produire des cartes représentant différents paramètres biophysiques des cultures.

La décision peut être fondée sur des modèles d'aide à la décision (modèles agronomiques de simulation des cultures, et modèles de préconisation), mais elle revient avant tout à l'agriculteur, en fonction de l'intérêt économique et de l'impact sur l'environnement.

### Mise en œuvre de pratiques palliant les variabilités
Les technologies de l'information et de la communication (TIC) devraient rendre la modulation des opérations culturales au sein d'une même parcelle plus opérationnelle et facilitent l'utilisation par l'agriculteur.
L'application technique des décisions de modulation nécessite la disponibilité de matériels agricoles appropriés dit « matériels agricoles d'application modulée » (c'est-à-dire qui s'adaptent mieux aux besoins des plantes ou animaux, selon le contexte). On parle dans ce cas de technique des taux variables (VRT, pour Variable Rate Technology). Exemples de modulation : semis à densité variable, application d'azote, application de produits phytosanitaires.
La mise en œuvre de l'agriculture de précision est facilitée par des équipements dans les tracteurs :
- système de positionnement (par exemple les récepteurs GPS qui utilisent les transmissions par satellite pour déterminer une position exacte sur le globe terrestre) ;
- systèmes d'informations géographiques (SIG) : logiciels qui aident à manipuler toutes les données à disposition ;
- matériel agricole pouvant pratiquer la « technique des taux variables » (semoir, épandeur), grâce à des outils informatiques embarqués ; calculateurs et/ou régulateurs (ex. : Land Manager de Dickey-John, Spraymat de Muller Elektronik, etc.[14]).

## Impact économique et environnemental
La réduction des quantités d'azote apportées est significative, entraînant également de meilleurs rendements. Le retour sur investissement se fait donc alors à plusieurs niveaux : économie sur l'achat des produits phytosanitaires et des engrais, et meilleure valorisation des récoltes.
Le deuxième effet bénéfique, à plus grande échelle, de ces apports ciblés, géographiquement, temporellement et quantitativement concerne l'environnement. En effet, apporter plus précisément la bonne dose au bon endroit, et au bon moment ne peut que profiter à la culture, au sol, et aux nappes phréatiques, et ainsi à tout le cycle agricole. L'agriculture de précision est donc devenue l’un des piliers de l'agriculture durable, puisqu'elle se veut respectueuse de la culture, de la terre et de l'agriculteur. On entend par agriculture durable, un dispositif de production agricole qui vise à assurer une production pérenne de nourriture, en respectant les limites écologiques, économiques et sociales qui assurent la maintenance dans le temps de cette production.
Cette agriculture a également des effets négatifs. Elle repose avant tout sur un déploiement d'outils numériques en tout genre : serveurs, capteurs, satellites GPS, bornes RTK, ... participant de cette façon à la boulimie numérique qui affecte les sociétés modernes donc avec des impacts directs d'émissions de polluants pour la fabrication et le recyclage et une consommation d'énergie croissante. Finalement, elle déplace les pollutions et consommations d'énergie en dehors des parcelles agricoles sans pour autant résoudre le problème à l'échelle globale. L'Atelier Paysan enquête sur les impacts environnementaux et sociaux du développement de l'agriculture de précision dans la limite des recherches actuelles. Selon Jeanne Oui, l'agriculture de précision serait une façon de rendre plus acceptable l'agriculture industrielle d'un point de vue écologique.

## Limites
- En termes d'investissements financiers, c'est une agriculture coûteuse encore inaccessible à la plupart des paysans de la planète.
- Les matériels sont aujourd'hui pour la plupart conçus pour la gestion de grandes ou très grandes parcelles agricoles, qui peuvent être couvertes de grandes cultures génétiquement très homogènes, voire clonales ou quasi-clonales. Or ces cultures génétiquement très homogènes favorisent les invasions biologiques de parasites ou de phytopathogènes devenus résistants à des fongicides, nématicides, insecticides voire à des désherbants totaux. 
De plus, les capteurs et outils de pilotage ont surtout été conçus pour des moissonneuses batteuses[2] ou des engins (tracteurs, épandeurs autotractés…) parfois très lourds et qui endommagent les sols vulnérables, ce qui compense alors négativement une partie des avantages apportés par la « précision » des traitements agricoles. En théorie, si le traitement est aussi adéquat que possible, il devrait être plus efficace et il s'ensuit que le nombre de passages annuel d'engins devrait diminuer.
- Enfin, à ce jour, l'agriculture intensive qui utilise ces outils a favorisé une homogénéisation des paysages, une adaptation des paysages et de la forme des parcelles aux engins agricoles de grande taille, au détriment de la complexité des écosystèmes, de la biodiversité et des services écosystémiques.

### Source
- La cartographie des sols